# Lunar Pool
Lunar Ball (conhecido como Lunar Pool nos Estados Unidos; Lunar Ball (ルナーボール, Runā Bōru) no Japão) é um jogo de arcade de simulação aproximada de bilhar americano, combinada com aspectos de golfe em miniatura, criado pela Nintendo Entertainment System e MSX, na qual cada etapa é uma mesa de bilhar em formato diferente. O objetivo é fazer com que a bola branca faça as coloridas caírem no buraco. Há sessenta níveis para escolher, e a fricção da mesa é ajustável. Se o jogador não conseguir colocar nenhuma bola colorida após três chances, ele perderá; o mesmo acontecerá se o jogador derrubar a bola branca dentro do buraco.

## Modo de jogo
O Lunar Pool difere de um jogo de bilhar normal pela presença de mesas de diferentes formatos, que tornam a jogabilidade semelhante ao minigolfe. Outra peculiaridade do jogo é a possibilidade de alterar a fricção da mesa.